# 15050 Heddal
15050 Heddal eller 1998 XC96 är en asteroid i huvudbältet som upptäcktes den 12 december 1998 av den venezolanske astronomen Orlando A. Naranjo vid Observatorio Astronómico Nacional de Llano del Hato. Den är uppkallad efter en skola i den norska byn Heddal.
Asteroiden har en diameter på ungefär 13 kilometer och den tillhör asteroidgruppen Hygiea.